# Şamlı, Karesi
Şamlı là một thị trấn thuộc huyện Karesi, tỉnh Balıkesir, Thổ Nhĩ Kỳ. Dân số thời điểm năm 2010 là 1.981 người.